# إريك أبيتز
إريك أبيتز (25 يناير 1958–) هو سياسي أسترالي وعضو في مجلس الشيوخ عن ولاية تسمانيا منذ فبراير 1994، ويمثل عنها الحزب الليبرالي. شغل منصب وزير التشغيل وزعيم الكتلة الحاكمة في مجلس الشيوخ أثناء تولي توني أبوت الحكومة من 2013 إلى 2015. كما شغل سابقا منصب وزير الدولة الخاص في حكومة هوارد من 2001 إلى 2006 ووزيرا للصيد البحري والغابات من 2006 إلى 2007.
ولد أبتيز، وهو أصغر إخوته الستة، في ألمانيا الغربية (ألمانيا حاليا) ، وهاجر إلى أستراليا مع أهله عندما كان طفلا صغيرا. تلقى تعليمه في جامعة تسمانيا، واشتغل محاميا قبل دخول السياسة. كان رئيسا سابقا لاتحاد الطلاب الليبراليين الأسترالي ورئيسا لجمعية اليبراليين التسمانيين بين عامي 1990 و1994.

## حياته الشخصية
تزوج أبيتز من ميشيل أوتس عام 1991 وأنجبا ثلاثة أطفال. توفيت زوجته بالسرطان عام 2019، بعد معاناة دامت 4 سنوات.

## وصلات خارجية
- الموقع الرسمي للسيناتور إريك أبيتز